# Гръндж
Грънджът (на английски: grunge, наричан понякога и Seattle sound) е течение в рок музиката и по-точно стил в алтернативния рок, произлизащ от хардкор пънка, траш метъла и инди рока. Грънджът се появява в северозападната част на САЩ, в градовете Сиатъл, Олимпия и Портланд и придобива популярност в края на 1980-те и началото на 1990-те години.

## Стил, корени и влияния
Гръндж музиката се характеризира главно с бурни китарни рифове и здрави барабани. Звукът се реализира едновременно от стилистична промяна в свиренето на пънк рока и използване на дисторшън и фийдбек. Грънджът има по-бавно темпо и непостоянни хармонии, които не се срещат в пънк рока. Текстовете са изпълнени основно с гняв, чувство на безсилие, досада, тъга, страх и депресия. Тези чувства произлизат от тревогата, характерна за младите, тъй като много гръндж изпълнители са започнали своите кариери като тийнейджъри. Все пак фактори, като бедност, неудобство със социалните предразсъдъци и общо разочарование от състоянието на обществото, също повлияват на текстовете. Но не всички гръндж групи се занимават с тези емоции: сатиричната песен на Нирвана „In Bloom“ е пример за по-хумористичен текст. Също така много други гръндж песни са изпълнени с хумор, но остават незабелязани от публиката. Повечето от хумора осмива хевиметъла и други видове рок, популярни през 1980-те.
До късните 80 години на ХХ век рок радиото е доминирано от хардрок музиканти; MTV се е появила и донесла със себе си схващането, че стилът е по-важен от съдържанието. Недоволни от това, някои млади музиканти започват да отхвърлят глем метъла и арена рока, създавайки вместо това изпълнена с безпокойство музика. Северозападният бряг на Америка, по-специално Сиатъл, се превръща в „разсадник“ на този стил, наречен гръндж.
Грънджът се развива от пънк рок сцената в северозападния бряг на САЩ, повлиян от местните пънк групи като The Fartz, The U-Men, The Accused и от поп пънкарите The Fastbacks. Преди всичко, най-голямо влияние оказва тежкият звук на The Melvins. The Melvins и The Wipers се смятат за гръндж групи, въпреки че някои ги определят като хардкор-пънк. Освен в пънка, корените на грънджа трябва да се търсят и в музикалната култура на американския северозапад. Приликата на стила с музиката на групи от 1960-те като the Wailers и the Sonics е очевидна.
Марк Арм, вокалистът на сиатълската група Green River (по-късно Mudhoney), е известен с това, че за първи път използва термина „гръндж“, за да опише стила. Арм употребява термина в негативен смисъл, за да определи вида музика на неговата група като „pure grunge, pure shit“ (истински боклук, истинска гадост), но това не било изтълкувано негативно от медиите и думата гръндж се употребява за идентификация на групи, които звучали като Green River.
Широко разпространено е мнението, че сформираната през 1983 група Green River е основател на музикалното течение гръндж и вдъхновява много гръндж групи, въпреки че не са имали голям комерсиален успех. Green River използват по-твърд звук в сравнение с много последвали ги формации и вдъхновяват групи като Soundgarden и Alice in Chains. След разпадането на групата през 1988 г., някои от членовете образуват Mudhoney и Mother Love Bone и продължават да свирят в същия стил. Въпреки това звученето на стила се превръща в смес от ранен гръндж и алтернативен рок малко преди неговия голям успех в началото на 1990-те. Най-голяма заслуга за това има Nirvana, която комбинира ранния гръндж и стила на The Pixies. С употребата на стила на The Pixies, Нирвана го популяризира в грънджа и в други алтернативни рок жанрове.
Смята се, че уникалният звук на грънджа е резултат от изолацията на Сиатъл от другите алтернативни рок сцени. Въпреки това някои групи от източния бряг, като Sonic Youth и Dinosaur Jr., повлияват на стила. Влиянието на The Pixies върху Нирвана, а чрез тях на много други групи, също е несъмнено, а според някои и хардкор пънк групата Hüsker Dü от Минесота има влияние. След като Neil Young свири на живо няколко пъти с Pearl Jam и записва албума Mirror Ball, медиите го наричат със съмнителното име „Godfather of Grunge“ (кръстникът на грънджа) – твърдение, основано главно на неговата работа с групата му Crazy Horse.
Стив Търнър от Mudhoney твърди, че албумът My War на Black Flag, излязъл през 1984 и турнето около него оказват най-голямо влияние върху групите от Сиатъл. Албумът кара лосанджелиските пънк рок групи да забавят темпото и да вкарат хевиметъл звучене. Търнър казва: „много хора мразеха факта, че Black Flag са забавили темпото ... но тук горе беше наистина супер – всички бяхме доволни. Те бяха страхотни и съсипваха звученето“. И ако хевиметъл елементите се налагат в грънджа, то стилът остава верен на своите пънк корени. Манталитетът на музикантите все още е бил дълбоко вкоренен в пънк сцената. Хардкор пънк групата Bad Brains има също голямо влияние върху грънджа. Дейв Грол от Нирвана казва: „Да видиш Bad Brains на концерт е, без съмнение, едно то най-силните и мощни преживявания, които можеш да имаш... Те ме накараха да стана музикант, те промениха живота ми и живота на всички, които са ги видели“. Басистът на Нирвана, Крис Новоселич, казва, че сингълът им In Bloom има звученето на парче на Bad Brains. Албумите на Bad Brains I Against I и Quickness смесват хардкор и метъл звучене и този стил доминира в хардрок музиката през 1990-те.
Някои гръндж групи като Mudhoney и ранните Nirvana са до голяма степен вдъхновени от гаражния рок и от пънка. Други, като Alice in Chains/Soundgarden, заимстват звученето си от ранните хевиметъл групи, а подхода си – от пънка. Грънджът остава най-вече местен феномен до пробива на Нирвана с Nevermind през 1991. Те са по-мелодични от предшествениците си и имат като запазена марка стоп-старт динамиката, която става част от гръндж практиката.
Нирвана засилва глада на публиката за по-директна рок музика, допринасяйки за успеха на Pearl Jam, Soundgarden, Stone Temple Pilots, които свирят по-традиционен рок от други гръндж банди, но споделят тяхната страст и суровост.
Концертите на гръндж групите се славят като прости, енергични изпълнения, избягващи сложност, високи бюджети, осветление, пиротехника и други технологични и визуални ефекти, които не са свързани с музиката. Вместо това групите се представят като всяка местна група, използват само своите инструменти и присъствие като „визуални ефекти“ и имат контакт с публиката.

## Популярност
Преди да добие популярност, грънджът е бил слушан само от тези, които са го изпълнявали. Групите свирели в клубове с малко публика, като повечето от присъстващите били членове на други групи. Когато започнали да издават албуми, продуцентските къщи били главният фактор за популяризиране на стила. Sub Pop е основната компания, която се свързва с гръндж групите.
Основен момент в развитието на гръндж музиката е издаването на компилацията Deep Six през 1986 г. от C/Z Records в която участват шест групи: Soundgarden, the Melvins, Green River, Malfunkshun, Skin Yard, и the U-Men. За повечето от групите в този албум, това било първата поява в студио.
През ноември 1988, Sub Pop прави първата стъпка към популяризиране на грънджа с месечни компилации, наречени Singles Club, които се получават по пощата с абонамент. Тази услуга увеличава местния интерес към стила и позволява на Sub Pop да стане могъща компания на локалната сцена. Според Брус Павит и Джонатан Понеман, основатели на Sub Pop, популярността на грънджа нараства след като те поискали от журналиста Евърет Тру от британското списание Melody Maker да напише статия за местната музикална сцена. Това помогнало на стила да излезе от района на Сиатъл и да придобие внезапна популярност, въпреки че все още не можел да се превърне в национален феномен. До този момент, Mudhoney се смятали като групата с най-голям комерсиален успех.
Заслугата за огромната популярност на грънджа в началото на 1990-те се преписва на Нирвана. Популярността на песента Smells Like Teen Spirit от албума Nevermind изненадва музикалната индустрия. Албумът става номер 1 в много страни в света и отваря пътя за други групи, най-вече на Pearl Jam. Всъщност Pearl Jam издават своя дебютен албум Ten месец по-рано, но продажбите му нарастват едва след успеха на Нирвана. Много хора свързват грънджа най-вече с тези две групи. Освен тях и други сиатълски групи придобиват голям успех, главно Alice in Chains и Soundgarden, но стилът не се ограничава с формации от района. Stone Temple Pilots от Сан Диего, австралийската Silverchair и британската Bush също стават популярни.
Повечето фенове и музикални критици смятат, че попуярността на грънджа нараснала заради намалялата популярност на глем рок групите като Мотли Крю, Poison, и Warrant, които доминирали класациите през 1980-те (най-вече в САЩ). Глем рокът е известен с мъжкарските текстове, тежки китарни рифове и липса на социална съвест. Тези аспекти били популярни в средата на 1980-те, но в началото на 1990-те те имали обратен ефект. Грънджът ярко се отличавал от глем рока с прости текстове и пънк звучене, което довело да спадане на популярността на рока и нарастване на грънджа.
По времето на гръндж ерата, алтернативният рок, който дотогава се свирел само в локалните клубове и училищни радиостанции, станал популярен, тъй като големите продуцентски къщи успели да продадат на публиката много непопулярни стилове. Фестивалът Lollapalooza става известен с това, че грънджът бил важен дял от събитията през 1992 и 1993. В очите на медиите, грънджът станал главна част от поп културата, особено след излизането на филма Singles през 1992, където участват няколко гръндж групи. През 1991 година Nirvana и Sonic Youth се появяват в документалния филм 1991: The Year Punk Broke. Грънджът довежда и до възкръсване на пънка, като отваря вратите на групи, като Green Day и The Offspring, които постигат голям успех.

## Мода
Заедно със стила в музиката в началото на 1990-те се заражда и гръндж модата. Много хора смятат, че медиите отдавали прекалено значение на стила на обличане на гръндж музикантите и почитателите им, както и на други аспекти от локалната култура. Стилът на обличане бил смесица от пънкарски стил и облекла характерни за населението от Северозападния бряг. Гръндж модата не е била плод на преднамерен опит да се създаде привлекателен стил, а по-скоро резултат на ниската цена на тези дрехи и способността им да пазят топло в студения климат на района. Вместо медиите да се концентрират върху музиката, те отдали голямо значение на стила на обличане. В началото на 1990-те, текстилната индустрия създала гръндж модата, определяйки високи цени на дрехите, които се смятали за популярни на гръндж сцената. Медиите определят грънджа като цялостна култура подобно на хипи. Това довело и до създаването на т.нар. гръндж жаргон, използван от почитаталите и членовете на групите и който се появява в статия в Ню Йорк Таймс. По-късно става ясно, че това е измислица на служител на звукозаписната компания Sub Pop.
Докато тази мода обезпокоила почитателите в Сиатъл, музикантите продължили да се обличат както преди. Някои изпълнители извън района на Сиатъл също възприели модата. В света на рока скъпите облекла били заменени от обикновени дрехи като тениски, кецове и дънки. Много от почитателите също възприели простите дрехи, което довело до прекратяването на търговията на „гръндж“ облеклата, произвеждани от текстилната индустрия.

## Залезът на грънджа
Масовата популярност на грънджа била кратка, поради няколко основни фактора. Макар и само един от факторите да е бил достатъчен за края на стила, то повечето от тях са изиграли главна роля в упадъка.
Почитателите и музикалните историци смятат, че повечето от гръндж групите не можели да имат дългогодишен успех и поддръжка от продуцентските къщи, защото се противопоставяли на славата. Много групи отказвали да сътрудничат на издателите за създаване на радиохитове и продуцентите намирали нови групи, които се съгласявали, въпреки че били имитация на истинските гръндж групи. Общият спад в продажбите през 1996 г. кара продуцентските къщи да търсят нови стилове, но е възможно този спад да се дължи именно на желанието издателите да продуцират съмнителни групи.
Друг фактор, който допринася за края на грънджа, бил появата на нов стил наречен post-grunge. Post-grunge е вариант на грънджа, без твърдия звук, характерен за предишния стил и насочен към масовата публика. Този стил се появява като резултат от желанието на музикалните издатели да продават на по-широк кръг от слушатели, вариант на грънджа със звучене, близко до поп музиката. В средата на 1990-те продуцентските къщи започнали да подписват с различни групи с подобно звучене и ги направили популярни. Въпреки че някои от тях, като Silverchair и Bush, постигат успех, повечето фенове отричат post-grunge стила и го определят като комерсиален.
Употребата на хероин от гръндж изпълнителите била също сериозен проблем за нормалното функциониране на групите. Смъртта от свръх доза на Андрю Ууд през 1990 г. била първата голяма трагедия на гръндж сцената, а също и края на Mother Love Bone. Употребата на хероин от Кърт Кобейн е предпоставка за неговата смърт (въпреки че това не е потвърдено). Смъртта на Кристен Плаф от Hole и Лейн Стейли от Alice in Chains, съответно през 1994 и 2002 г., също са предизвикани от употребата на хероин. Смята се, че краят на грънджа започва със смъртта на Кърт Кобейн през април 1994 година. Интересното е, че Кобейн често бил сниман с фланелки, на които било изписано „Grunge is Dead“ (Грънджът е мъртъв).
За много фенове грънджът престанал да бъде популярен след разпадането на групата Soundgarden през 1997 г. През следващите години, славата на стила бързо спада. Много от гръндж групите продължили да съществуват и имали ограничен успех, като най-ярък пример са Pearl Jam, но адаптирали стила си към постоянно променящата се музикална сцена.
Гръндж музиката все още има последователи, а стилът продължава да показва своята популярност. Доказателство за това е успехът на неиздаваната песен на Нирвана „You Know You're Right“, която през 2002 г. достига до челните места в топ листите, а сборният им албум With the Lights Out поставя рекорди по продажби.

## Гръндж изпълнители
| - Alice in Chains - Фу Файтърс - Green River - Hole - Mad Season - Malfunkshun | - Melvins - Mother Love Bone - Mudhoney - Нирвана - Pearl Jam - Screaming Trees | - Skin Yard - Soundgarden - Stone Temple Pilots - Tad - Temple of the Dog - Willard - Simple Plan |